# 파울루 자멜리
파울루 자멜리 (1974년 7월 22일 ~ )는 브라질의 전 축구 선수이다.

## 통계
| 브라질 | 브라질 | 브라질 |
| 연도   | 출전   | 골     |
| ------ | ------ | ------ |
| 1996   | 5      | 2      |
| 합계   | 5      | 2      |